# Virís
Virís (llamada oficialmente Santa Helena de Virís) es una parroquia española del municipio de Begonte, en la provincia de Lugo, Galicia.

## Organización territorial
La parroquia está formada por tres entidades de población:
- Campo (O Campo)
- Eirexa
- Ponte (A Ponte)

## Demografía
| Gráfica de evolución demográfica de Virís entre 2000 y 2019 |
|                                                             |
| Datos según el nomenclátor publicado por el INE.            |